# Fridhemsplan (Stockholms tunnelbana)
Fridhemsplan ist eine unterirdische Station der Stockholmer U-Bahn. Sie befindet sich im Stadtteil Kungsholmen. An der Station treffen die Gröna linjen und Blå linjen des Stockholmer U-Bahn-Systems zusammen. Dieser Umstand sowie die zentrale Lage in der Innenstadt machen die Station zu einer der meistfrequentierten in der schwedischen Hauptstadt.
An einem normalen Werktag steigen 51.700 Pendler hier zu und um. Dazu kommen noch 19.700 Fahrgäste der Buslinien.
Die Station besteht aus zwei miteinander verbundenen Untergrundstationen, wovon die obere für die Gröna linjen und die untere für die Blå linjen da ist. Am Fridhemsplan gibt es auch ein Betriebsgleis, das die beiden U-Bahn-Linien verbindet.
Der erste Bahnhof, an dem die Züge der Gröna linjen halten, wurde am 26. Oktober 1952 in Betrieb genommen, als der U-Bahn-Abschnitt Hötorget–Vällingby eingeweiht wurde. Die Bahnsteige befinden sich ca. 18 Meter unter der Erde. Die Station liegt zwischen den Stationen Thorildsplan und St. Eriksplan. Seit dem 31. August 1975 halten auch die Züge der Blå linjen am Bahnhof Fridhemsplan, deren Bahnsteige sich etwa 28 bis 31 Meter unter der Erde zwischen den Stationen Rådhuset und Stadshagen befinden. Bis zur Endstation Kungsträdgården sind es etwa 2,1 km.

## Ausbaupläne
Es ist beschlossen, eine neue U-Bahn-Linie von Älvsjö zum Fridhemsplan zu führen. Sie soll etwa 2035 fertig sein.
Vorher musste die Station saniert werden, dazu wurde in 2019 eine dreimonatige Sperrung notwendig.

## Reisezeit
| Linie | bis Station     | Reisezeit | bis Station                    | Reisezeit           |
| 17    | Åkeshov         | 11 min    | T-Centralen Gamla stan Slussen | 9 min 11 min 12 min |
| 17    | Skarpnäck       | 29 min    | T-Centralen Gamla stan Slussen | 9 min 11 min 12 min |
| 18    | Alvik           | 7 min     | T-Centralen Gamla stan Slussen | 9 min 11 min 12 min |
| 18    | Farsta strand   | 34 min    | T-Centralen Gamla stan Slussen | 9 min 11 min 12 min |
| 19    | Hässelby strand | 26 min    | T-Centralen Gamla stan Slussen | 9 min 11 min 12 min |
| 19    | Hagsätra        | 33 min    | T-Centralen Gamla stan Slussen | 9 min 11 min 12 min |
| 10    | Hjulsta         | 18 min    | T-Centralen                    | 3 min               |
| 10    | Kungsträdgården | 5 min     | T-Centralen                    | 3 min               |
| 11    | Akalla          | 18 min    | T-Centralen                    | 3 min               |
| 11    | Kungsträdgården | 5 min     | T-Centralen                    | 3 min               |